# Otrojni
Otrojni (en rus: Отрожный) és un poble (un possiólok) de l'óblast d'Orenburg, a Rússia, segons el cens del 2010 tenia 46 habitants, pertany al municipi de Iasnogorski.